# Karamjit Singh
Karamjit Singh (Malàisia, 29 de gener de 1962) és un pilot de ral·lis malaisià campió del Campionat Mundial de Ral·lis de producció de l'any 2002, així com dels títols del Campionat de Ral·lis Àsia Pacífic dels anys 2001, 2002 i 2004, tots ells amb l'equip Proton Pert.